# 史英
史英為中華民國教育改革人士、國立臺灣大學退休副教授，亦為森林小學創辦人之一。史英長期投身教育改革，早年投入教改運動十餘年以批判學校老師體罰為重點，成為具有獨特風格，也成為在教師和學生們中具有爭議性的教育界人士。史英積極推動「建構式數學」，與處在第一線教學現場的基層老師有幾乎完全不同的解題方式。育有一子史哲。

## 生平
史英研究專長是幾何學，並會拉小提琴，學歷是台大數學系博士、美國俄亥俄大學數學碩士，曾任教於國立台灣大學數學系、大氣科學系副教授。目前任職於人本教育文教基金會董事長。
史英長年在教育體制外進行教育改革抗爭運動，與黃武雄除了是師生關係，在教育改革理念亦是志同道合，在1987年兩人曾一起成立人本教育促進會。1990年，史英與朱台翔等人創辦森林小學。1994年4月10日，台灣數個民間團體發起大遊行活動，並成立四一○教改聯盟號召大批民眾走上街頭推動教改，當時的領導人物之一正是史英。在「廣設高中大學」的口號下，教育部開始廣設公立高中與國立大學，並放寬專科學校、技術學院升格改制的限制，在短期間內台灣的大學院校數量以倍數增加。至95學年度（2006年）台灣的高中已有318所、大學院校有147所、大學生人數為116萬多人，而該年度大學指考錄取率超過九成，也創下歷史新高，達成「人人唸大學」的理想，造成大學浮濫、大學生素質低落；事後史英表示，自己無資格對此事道歉。2014年國教行動聯盟等十六個團體舉辦四一○回顧座談會，檢討廣設高中大學的主張在實踐後，讓大學教育改走群眾路線，學術界發表無數「跟屁型」的垃圾論文，卻很少人深入探究論文的內容。
1998年7月1日，公共電視文化事業基金會開播，史英主持論壇節目《民意高峰會》。2008年3月3日，公共電視文化事業基金會論壇節目《有話好說》開播，史英擔任每週一至週五首播的區塊〈時事論壇〉第一代主持人。2010年，史英響應2010年世界公民人權高峰會，主張「建立一個不打小孩的國家」。
2018年11月13日，召開記者會表示「追女朋友如果唱《夜襲》，是要摸到女朋友床上，這我們都很樂見」，但發現自己講錯話，立刻改口並道歉。

## 著作
- 《怎麼辦》
- 《在教育上的一些想法》
- 《讓孩子成為他自己》（合著）：小暢書房1991年初版，ISBN 957903270X
- 《實話直說集》：書泉出版社1993年1月初版一刷，ISBN 957648197X
- 《史說新語Ⅰ》：人本教育文教基金會出版部1994年初版，ISBN 9579984727
- 《從森林小徑到椰林大道：人本教育的思考與實踐》：天下文化1998年初版，ISBN 957-621-488-2
- 《史說新語Ⅱ》：人本教育文教基金會2003年2月初版，ISBN 957-28516-0-8
- 《看的方法Ⅰ》：人本教育文教基金會2003年2月初版，ISBN 957-28516-1-6

## 外部連結
- （繁體中文） 史英個人資料- 國立臺灣大學數學系
- （繁體中文） 史說新語－看史英的一種方法[永久]
- （繁體中文） 「台大數學系」譜寫風起雲湧教改史